# Palestinská arabská strana
Palestinská arabská strana (arabsky الحزب العربي الفلسطيني‎, Al-Hizb al-Arabi al-Filastini) byla palestinská politická strana v Mandátní Palestině. V roce 1935 ji založil Džamál al-Husajní z vlivného rodu al-Husajní. Šlo o největší arabskou stranu v třicátých letech v Mandátní Palestině. Mezi další představitele strany patřili například Anwar al-Chatíb a Abd al-Kádir al-Husajní. Druhý jmenovaný později velel Armádě svaté války.

## Historie
Palestinská arabská strana byla založena jako rivalská k Straně národní obrany rodu an-Našášíbí (zakladatel Rághib an-Našášíbí).
Mezi hlavní cíle strany patřilo získání nezávislosti a ukončení britské mandátní správy, zachování arabské národnostní většiny v Palestině, kritika sionistického hnutí a zlepšení mezinárodní spolupráce mezi Palestinou a jinými arabskými státy. Stranickým tiskem byly noviny Al-Jami'a Al-'Arabiya (v překladu Arabská liga).
Poté, co byl v dubnu 1936 zřízen Vysoký arabský výbor, Džamál al-Husajní v něm působil coby zástupce Palestinské arabské strany. Tím se strana podílela na arabském povstání v Palestině z let 1936–1939. V říjnu 1937 Britové Vysoký arabský výbor zakázali (a tím i jeho členské politické strany) a snažili se zatknout a případně deportovat jeho představitele. Džamál al-Husajní proto utekl do exilu v Sýrii. Stejně tak Abd al-Kádir al-Husajní. Oba, ještě spolu s Amínem al-Husajním, se v roce 1941 podíleli na nacionalistickém pokusu o puč v Iráckém království, které bylo také pod britskou mandátní správou. Převrat vedl Rašíd Alí al-Kajlání s podporou nacistického Německa a fašistické Itálie. Pokus o puč vedl k britské intervenci a k anglo-irácké válce. Během ní byl Džamál al-Husajní zajat Brity a internován v Jižní Rhodesii. V listopadu 1945 mu bylo umožněno přesídlit do Káhiry.
V roce 1942 stranu znovuobnovil bratr Džamála al-Husajního, Saleh al-Husajní. Zanikla roku 1948 vyhlášením státu Izrael.